# ورنویل سور ایندر
ورنویل سور ایندر (به فرانسوی: Verneuil-sur-Indre) یک کمون در فرانسه است که در Canton of Loches واقع شده‌است.

## خصوصیات
ورنویل سور ایندر ۳۹٫۶۳ کیلومترمربع مساحت و ۵۰۵ نفر جمعیت دارد.